# Bela Vista Futebol Clube (Rio de Janeiro)
Bela Vista Futebol Clube é uma agremiação esportiva de Niterói, fundada a 10 de maio de 1977, sediada no estado do Rio de Janeiro, no Brasil.

## História

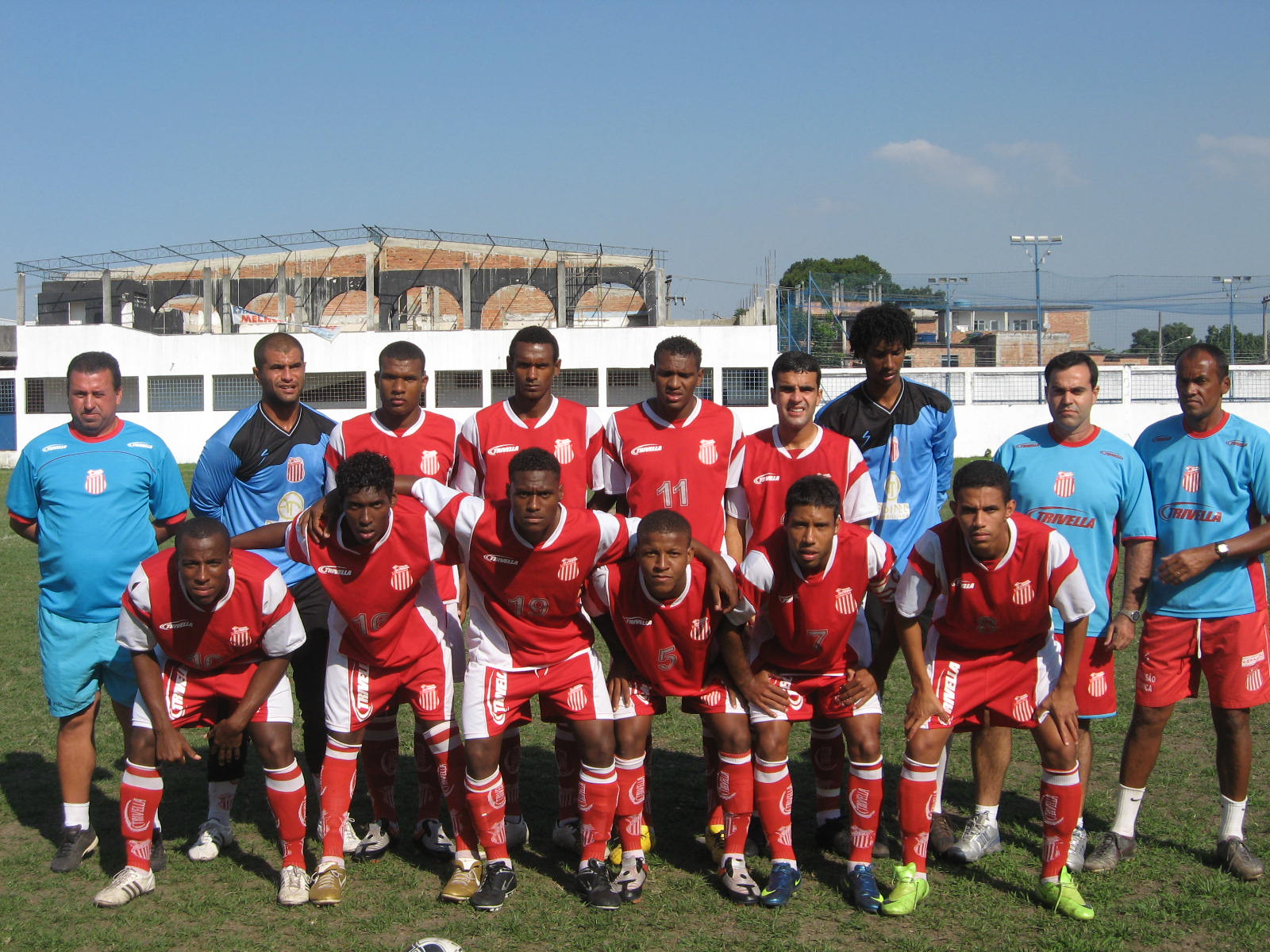
Formação profissional do Bela Vista Futebol Clube em 2009

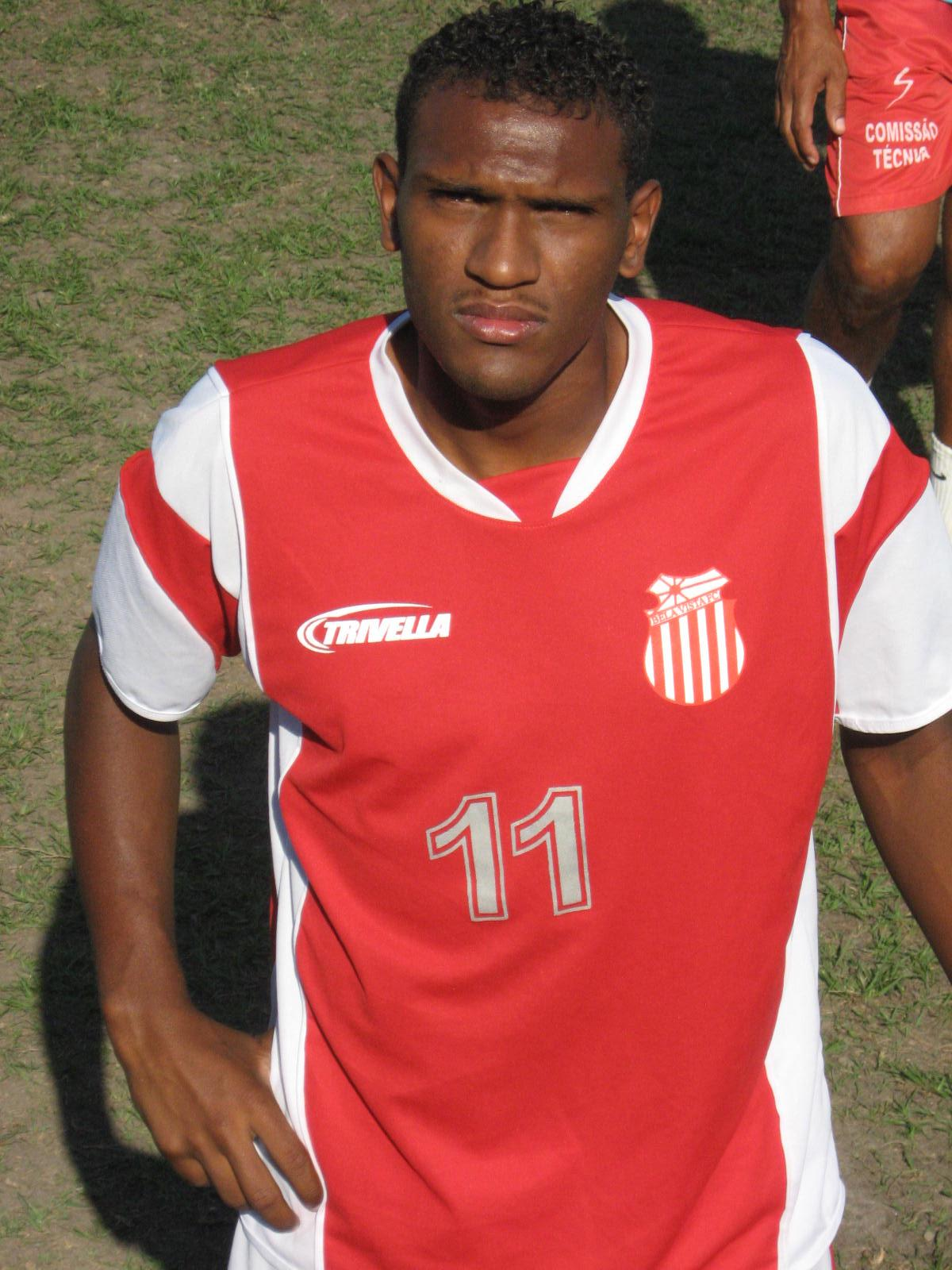
Daniel Obina, o artilheiro em 2009

O Bela Vista foi fundado em Niterói, até decidir transferir a sua sede para São Gonçalo, de acordo com um projeto de modernização e expansão, ocupando as instalações da antiga praça de esportes da Associação Atlética Nova Cidade. Retornando em 2017 para Niterói.
Estreou na Terceira Divisão de Profissionais em 1990, ficando em oitavo em sua chave na fase inicial, não chegando à seguinte.
Em 1991, foi o nono, o penúltimo colocado do campeonato, à frente apenas da Associação Atlética Colúmbia.
Em 1992, sempre na Terceira Divisão, ficou em sexto lugar em um campeonato disputado por nove times.
Em 1993, ficou em décimo segundo na sua chave, isto é, a última colocação ao fim do primeiro turno. A colocação foi repetida no segundo turno.
Em 1994, foi, de novo, o lanterna da competição. Sétimo colocado entre sete equipes.
Em 1995, se licenciou das competições profissionais, voltando apenas em 1997 na Quarta Divisão, na qual ficou em último no primeiro turno e em penúltimo no segundo.
Em 1998, se licenciou novamente das competições, voltando apenas em 2004 na Terceira Divisão, ficando em penúltimo na sua chave e não conseguindo se classificar para fase seguinte.
Em 2005, se licenciou novamente das competições profissionais.
Em 2006, ficou em terceiro em uma chave composta de cinco equipes, sendo também eliminado na primeira fase da competição, pois só as duas primeiras se classificaram. 
Em 2007, ficou em quarto lugar em um grupo de cinco agremiações, à frente apenas do Esporte Clube Nova Cidade, também sendo logo eliminado da competição.
Em 2008, faz a sua melhor campanha em competições profisionais, ao ficar em segundo em sua chave na fase inicial, caindo na segunda fase ao ficar em terceiro no seu grupo.
Disputou, em 2009, a Terceira Divisão de Profissionais.
Dentro do seu projeto de modernização, cujo objetivo é levar o clube à elite do futebol nacional e estadual, o Bela Vista fez parceria com a Ágiles Consultoria para administrar toda a reformulação do seu departamento de futebol.
As primeiras medidas já estão sendo implementadas, sendo a principal delas a transferência das atividades do clube para o antigo campo do Centro de Futebol Zico do Rio Sociedade Esportiva em São Gonçalo, hoje rebatizado como Centro de Treinamento do Bela Vista, situado no bairro de Nova Cidade, que anteriormente fora ocupado pela Associação Atlética Nova Cidade.
O objetivo do trabalho conjunto entre o Bela Vista e a Ágiles Consultoria é o desenvolvimento da filosofica clube-empresa, aliando resultados expressivos no campo esportivo a uma participação intensa da comunidade local, transformando o Centro de Treinamento numa referência para a região. 
Em 2010, a proprietária do estádio o vendeu para uma imobiliária e o espaço passa se ser transformado num condomínio. O Bela Vista estava inadimplente no aluguel há muito tempo. Por conta desses problemas, se ausentou nesse ano do Campeonato Estadual da Série C de Profissionais do Rio de Janeiro. Em 2012, retorna ao certame utilizando o mesmo local, mas estudando a possibilidade da compra de um terreno em Itaboraí.
Em 2017 a equipe retorna para a cidade de Niterói para a disputa do Campeonato Carioca Série B2.

## Estatísticas

### Participações
|  | Participações em 2020 |

| Competição          | Temporadas | Melhor campanha    | Estreia | Última | P | R |
| ------------------- | ---------- | ------------------ | ------- | ------ | - | - |
| Série B2 do Carioca | 17         | 7º colocado (2017) | 1990    | 2020   | – | – |
| Série C do Carioca  | 2          | 7º colocado (1994) | 1994    | 2021   | – |   |